# Theli (album)
Theli – studyjny album wydany w 1996 roku przez szwedzki zespół Therion.

## Opis albumu
Theli jest bez wątpienia przełomowym albumem zespołu. To właśnie na tej płycie znajduje się sztandarowy utwór Theriona zatytułowany „To Mega Therion”. Warto dodać, że z powodu fatalnej pomyłki kilka pierwszych wydań Theli zawierało kolędy nagrane przez niemiecki chór. Feralne albumy zostały wcześnie wykryte i zamienione, dziś stanowią nie lada gratkę dla kolekcjonerów i fanów zespołu.
Nagrania do albumu odbyły się w Impuls Studio w Hamburgu w tym samym roku.

## Okładka
Okładka przedstawia egipskiego boga Seta, jej autorem jest Peter Grøn.

## Lista utworów
1. „Preludium” – 1:43
2. „To Mega Therion” – 6:34
3. „Cults of the Shadow” – 5:14
4. „In the Desert of Set” – 5:29
5. „Interludium” – 1:47
6. „Nightside of Eden” – 7:31
7. „Opus Eclipse” – 3:41
8. „Invocation of Naamah” – 5:31
9. „The Siren of the Woods” – 9:55
10. „Grand Finale / Postludium” – 4:04

## Twórcy albumu
- Christofer Johnsson – gitara, wokal, instrumenty klawiszowe
- Piotr Wawrzeniuk – perkusja, wokal
- Lars Rosenberg – gitara basowa
- Jonas Mellberg – gitara, gitara akustyczna, instrumenty klawiszowe

Ponadto:
- Dan Swanö – wokal
- Anja Krenz – solowy sopran
- Axel Patz – solowy bas baryton
- Jan Peter Genkel – fortepian
- Gottfried Koch – instrumenty klawiszowe, programowanie

Chór North German Radio Choir:
- Raphaela Mayhaus – sopran
- Bettina Stumm – sopran
- Ursula Ritters – alt
- Ergin Onat – tenor
- Joachim Gebhardt – bas
- Klaus Bulow – bas

Chór Siren Choir:
- Anja Krenz – sopran
- Constanze Arens – sopran
- Riekje Weber – alt
- Stephan Gade – tenor
- Axel Patz – bas baryton

Współautorem orkiestracji jest The Barmbek Symphony Orchestra.

## Single
- The Siren of the Woods